# Angélique des Mesliers
Angélique des Mesliers dite Marguerite-Angelique des Melliers  (né en 1775 et morte le 22 janvier 1794 à Laval), est une aristocrate française. 

## Biographie

### Révolution française
Elle est la fille ainée de Charles-Sébastien des Melliers et Jeanne Angélique Geffray.
À la suite de la bataille du Mans, d'innombrables familles qui, à la suite des massacres liés à cette bataille, erraient sans asile. On y trouvait Madame des Mesliers et ses deux filles. Séparées pendant la bataille, de sa mère et de sa sœur, Angélique des Mesliers est capturée par des soldats républicains qui poursuivaient les vaincus. 

### Marceau et Kléber

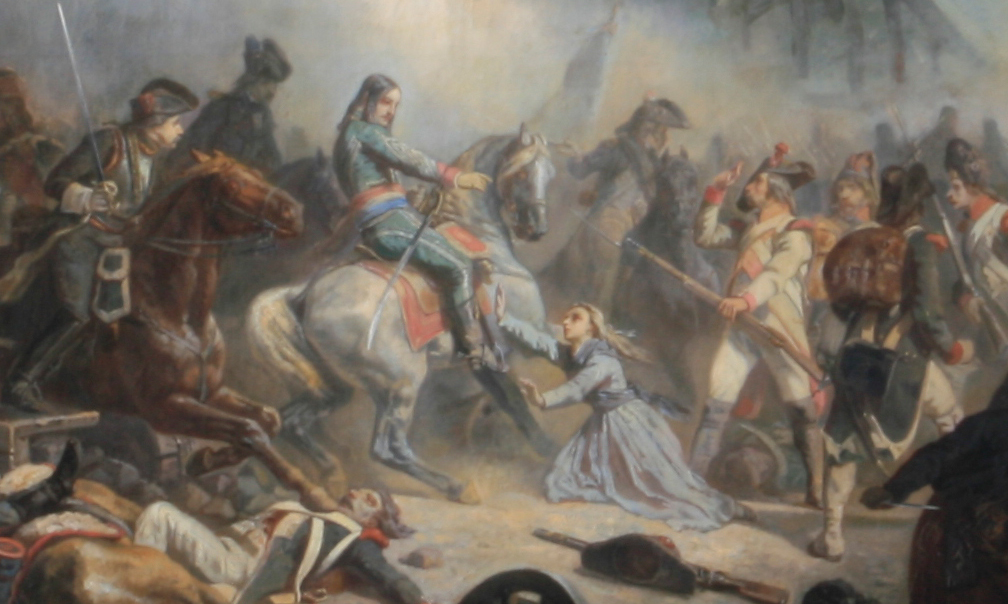
La bataille du Mans (détail), huile sur toile de Jean Sorieul, 1852, Musée de la Reine Bérengère, Le Mans.

Elle est sauvée par des grenadiers la confie au Mans à l'adjudant général Savary. Elle croyait que sa mère et son frère avaient péri, et elle demandait à être fusillée. Savary la fit placer dans le cabriolet du général Marceau, escortée par un officier de confiance. Il laisse le récit suivant dans ses mémoires :  

« J'étais dans la cour, attendant l'instant de monter à cheval, pour rejoindre la colonne sur la route de Laval, lorsque deux grenadiers arrivent, conduisant avec eux une autre jeune personne qu'ils avaient rencontrée sur cette route. Je lui fais quelques questions auxquelles elle répond sans hésiter et d'un air assuré. Grenadiers, dis-je alors, je m'en charge; retournez à votre poste.... J'appris bientôt qu'elle était de Montfaucon, et qu'elle s'appelait mademoiselle Desmesliers. Elle ajouta qu'elle avait perdu sa mère et son frère sur la route; qu'elle croyait qu'ils avaient péri ; qu'elle ne voulait pas leur survivre, et qu'elle demandait à être fusillée. Je tâchai de la rassurer en lui faisant espérer qu'elle retrouverait ses parens, mais elle persistait dans sa résolution. Songez donc, lui dis-je, à la douleur qu'éprouvera votre mère, en apprenant que vous avez refusé de conserver vos jours pour sa consolation.... A ces mots, j'aperçus quelque changement dans ses idées. Nous n'avons pas de temps à perdre, ajoutai-je; nous allons partir, consentez à monter dans ce cabriolet; un officier, dont je vous réponds, accompagnera la voiture, vous serez seule, vous serez libre, et j'espère que nous retrouverons ceux que vous croyez perdus. Je voudrais, me dit-elle alors, aller chercher un paquet que j'ai laissé dans une maison de la ville. Soit, lui répondis-je; on vous conduira où vous le désirez. Je chargeai aussitôt l'adjoint Nicolle, qui m'était attaché, d'accompagner la voiture dans la ville, de la conduire ensuite au logement où nous devions arriver dans la soirée, et de faire donner à notre voyageuse une chambre particulière, en gardant le secret.
On sera peut-être étonné qu'il se soit trouvé là un cabriolet tout prêt à ma disposition et qu'il ne soit pas question de Marceau et de Kleber dans cette affaire.
Le cabriolet appartenait à Marceau; c'était la seule voiture de l'état-major, dont personne ne se servait et qui n'avait d'autre destination que de procurer quelque secours, en cas d'accident.
Quant aux généraux Kleber et Marceau, il eût été à craindre de les compromettre en leur donnant connaissance, au Mans même, près des représentans, de ce qui se passait sans leur autorisation. Ce ne fut que le soir qu'ils en furent instruits et qu'ils virent pour la première fois mademoiselle Desmesliers, au sort de laquelle ils prirent tout l'intérêt qu'elle méritait. »

Suivant l'armée républicaine, elle arrive à Laval, où un refuge lui fut trouvé chez une femme. Jean-Baptiste Kléber et François Séverin Marceau, instruits de ces actes d'humanité, s'y associèrent. 
Le général Jean-Baptiste Kléber donne un souvenir à Mlle des Mesliers dans ses mémoires : 

« J'étais à l'auberge de Derval, attendant le dîner, lorsque l'un de mes aides de camp vint me dire que l'on en emmenait une soixantaine parmi lesquels se trouvait une jeune femme, qui semblait mourir de froid. Je la fis monter et on la plaça près du feu ; on la détermina à prendre quelques restaurant. Je ne vis jamais de femme ni plus jolie, ni mieux faite et, sous tous les rapports, plus intéressante. Elle avait à peine dix-huit ans et se disait fille d'un médecin de Montfaucon. Je lui demandai ce qui avait pu la déterminer à suivre l'armée rebelle. Elle répondit que c'était à l'invitation d'un de ses oncles, chanoine, et que, d'ailleurs, la crainte seule de voir sa maison dévastée et livrée aux flammes aurait suffi pour l'y engager. Elle me demanda ensuite, avec un ton extrêmement touchant : « Croyez-vous, Monsieur, qu'on me fera mourir? » Je lui répondis que j'étais loin de le penser, que son âge, son sexe la sauveraient sûrement. « Mais, ajouta-t-elle, j'ai un frère qui a porté les armes contre les Républicains, et on le fera sans doute mourir! » — « Où est-il votre frère? » lui demandai-je. — « Il est, Monsieur, avec les prisonniers que vous avez en ce moment devant votre porte. » — « Quel âge a-t-il? » — « Trente-trois ans. » Comme je ne pouvais rien lui dire de satisfaisant, je changeai de discours, mais elle s'écria aussitôt : « Ah ! je vois bien que mon frère est perdu, et je mourrai avec lui, car c'est moi qui l'ai particulièrement engager à porter les armes. Il avait eu plusieurs fois l'intention de se retirer et de se rendre à Nantes. » Comme il était tard, les paysans qui escortaient ces prisonniers vinrent réclamer cette jeune personne, et je me vis contraint de la leur abandonner ; elle fut conduite à Laval, où sans doute elle périt. »

Kléber place cette rencontre à Derval, près de Châteaubriant, le 27 firmaire, soit le 17 décembre 1793. Cependant l'adjudant-général Savary, ami de Kléber, indique que celui-ci fait une erreur de date et de lieu, mais que ce passage de ses mémoires s'applique bien à Angélique des Mesliers,. 
Le 22 frimaire suivant, Marceau délivrait à cette jeune fille l'attestation suivante :

« La citoyenne Demeslier, natif de Nantes, demeurant ordinairement à Montfaucon, département de Maine-et-Loire, nous ayant déclaré que sa mère l'ayant forcée de la suivre avec l'armée des rebelles lors de leur passage de la Loire, elle se rend avec nous et abandonne l'armée des rebelles; qu'elle veut désormais vivre en bonne citoyenne et demande pour sa sûreté la présente attestation. Je déclare que la citoyenne ci-dessus nommée s'est rendue de bonne volonté à mon quartier général, le 22 frimaire l'an 2° de la rép. une et indivisible. Le Gl Marceau. . »

### La guillotine
Après le départ de l'armée, des visites domiciliaires ont lieu dans Laval, et Mlle des Mesliers ne peut y échapper. Elle ne déguise ni son nom ni ceux de ses libérateurs. La Commission militaire révolutionnaire du département de la Mayenne n'eut aucun égard au certificat de civisme de Marceau, et le comité instruisit contre les généraux une procédure qui eût pu leur devenir fatale, si Pierre Bourbotte, retenu quelques jours à Laval, ne s'était pas emparé des procès-verbaux rédigés à ce sujet.
Le 22 janvier 1794, Angélique des Mesliers, jugée par la Commission militaire révolutionnaire du département de la Mayenne est exécuté en compagnie de 8 autres personnes.

### La légende
L'imagination s'est exercée sur ces personnages : Théodore Perrin raconte que le général Beaufort se rendit de Laval à Paris, à franc étrier, pour sauver les dames Hay et Melle Desmesliers, et qu'à son retour, il aperçut leurs têtes abattues. Jacques Crétineau-Joly met en scène Marceau qui, de l'armée des Ardennes, venu à Paris, arracher au Comité de salut public, la grâce d'Angélique, n'arriva, à Laval, que pour voir tomber la tête de cette infortunée.

## Sources partielles
- Théodore Perrin, Les Martyrs du Maine, 1830.
- Isidore Boullier, Mémoires ecclésiastiques concernant la ville de Laval et ses environs, 2e édition, 1848, in-8.
- Étienne-Louis Couanier de Launay, Histoire de Laval (818-1855), Imp. Godbert, 1856, 608 p. [détail des éditions] (lire en ligne)
- La justice révolutionnaire Août 1792 - Prairial an III d'après des..., Volume 1, 1870, p. 186.